# Comuna Ivanska, Bjelovar-Bilogora
Ivanska este o comună în cantonul Bjelovar-Bilogora, Croația, având o populație de 2.911 locuitori (2011).

## Demografie
Componența etnică a comunei Ivanska
     Croați (91,82%)
     Sârbi (6,42%)
     Necunoscut (0,62%)
     Neclasificat (0,96%)
Componența confesională a comunei Ivanska
     Catolici (90,62%)
     Ortodocși (6,94%)
     Necunoscută (1,2%)
     Alte religii (1,24%)
Conform recensământului din 2011, comuna Ivanska avea 2.911 locuitori. Din punct de vedere etnic, majoritatea locuitorilor (91,82%) erau croați, cu o minoritate de sârbi (6,42%). Apartenența etnică nu este cunoscută în cazul a 0,62% din locuitori. Din punct de vedere confesional, majoritatea locuitorilor (90,62%) erau catolici, cu o minoritate de ortodocși (6,94%). Pentru 1,2% din locuitori nu este cunoscută apartenența confesională.